# Rosita Toros
Rosita Toros o Torosh (Udine, 10 novembre 1945 – Udine, 8 dicembre 1995) è stata un'attrice italiana.

## Biografia
Si diploma presso il Centro sperimentale di cinematografia nel 1969, anno in cui inizia la sua carriera cinematografica. Sin da giovanissima la sua passione per l’arte della recitazione l'aveva portata a svolgere attività teatrale amatoriale nelle realtà presenti a Udine, sua città d'origine. Come molti altri attori diplomati al C.S.C. (Carla Mancini, Luigi Antonio Guerra, Lorenzo Piani ed altri ancora), apparve in numerosissimi film degli anni settanta (western all'italiana, musicarelli, commedia all'italiana e gialli), nei quali interpretava anche ruoli di contorno.

Rosita Toros in una scena de L'uccello dalle piume di cristallo (1970)

Ha avuto un ruolo da co-protagonista in I pugni di Rocco, un film di Lorenzo Artale che ebbe distribuzione solo regionale e ruoli di rilievo anche in altri film tra cui Lady Barbara, di Mario Amendola. Vanno ricordate alcune sue partecipazioni a produzioni importanti, come L'uccello dalle piume di cristallo di Dario Argento, Milano odia: la polizia non può sparare di Umberto Lenzi e Il mostro è in tavola... barone Frankenstein di Paul Morrissey e Antonio Margheriti. Ha svolto anche attività televisiva, partecipando tra l’altro alla serie dedicata al Commissario De Vincenzi, interpretato da Paolo Stoppa. Sempre negli anni settanta è stata presidente della Lega Italiana Naturisti.
Nel 1991 sposa Pietro Cimatti, poeta, pittore, critico e saggista, suo compagno di vita da tempo. Negli anni 1992-93 conduce la trasmissione radiofonica La telefonata su Radio 1, dove vengono affrontate prevalentemente tematiche di carattere spirituale. Muore l'8 dicembre 1995.

## Filmografia
- Oh dolci baci e languide carezze, regia di Mino Guerrini (1969)
- Franco, Ciccio e il pirata Barbanera, regia di Mario Amendola (1969)
- Zum Zum Zum nº 2, regia di Bruno Corbucci (1969)
- L'uccello dalle piume di cristallo, regia di Dario Argento (1970)
- Il presidente del Borgorosso Football Club, regia di Luigi Filippo D'Amico (1970)
- Belle d'amore, regia di Fabio De Agostini (1970)
- Napoli 1860 - La fine dei Borboni, regia di Alessandro Blasetti (1970)
- Lady Barbara, regia di Mario Amendola (1970)
- Oltre il duemila, regia di Piero Nelli (1971)
- Mazzabubù... Quante corna stanno quaggiù?, regia di Mariano Laurenti (1971)
- Per grazia ricevuta, regia di Nino Manfredi (1971)
- Scipione detto anche l'Africano, regia di Luigi Magni (1971)
- Questa libertà di avere... le ali bagnate, regia di Alessandro Santini (1971)
- Giù la testa, regia di Sergio Leone (1971)
- Maddalena, regia di Jerzy Kawalerowicz (1971)
- Acquasanta Joe, regia di Mario Gariazzo (1971)
- Canterbury proibito, regia di Italo Alfaro (1972)
- Decameroticus, regia di Pier Giorgio Ferretti (1972)
- I pugni di Rocco, regia di Lorenzo Artale (1972)
- Ettore lo fusto, regia di Enzo G. Castellari (1972)
- L'occhio nel labirinto, regia di Mario Caiano (1972)
- Abuso di potere, regia di Camillo Bazzoni (1972)
- La notte dei diavoli, regia di Giorgio Ferroni (1972)
- Decameron nº 3 - Le più belle donne del Boccaccio (1972)
- L'etrusco uccide ancora, regia di Armando Crispino (1972)
- I familiari delle vittime non saranno avvertiti, regia di Alberto De Martino (1972)
- Il tema di Marco, regia di Massimo Antonelli (1972)
- La cosa buffa, regia di Aldo Lado (1972)
- Passi di danza su una lama di rasoio, regia di Maurizio Pradeaux (1973)
- Diario segreto da un carcere femminile, regia di Rino Di Silvestro (1973)
- Teresa la ladra, regia di Carlo Di Palma (1973)
- I giochi proibiti de l'Aretino Pietro, regia di Piero Regnoli (1973)
- Il mostro è in tavola... barone Frankenstein, regia di Paul Morrissey (1973)
- Kid il monello del West, regia di Tonino Ricci (1973)
- L'erotomane, regia di Marco Vicario (1974)
- Macrò - Giuda uccide il venerdì, regia di Stelvio Massi (1974)
- Spasmo, regia di Umberto Lenzi (1974)
- Mussolini ultimo atto, regia di Carlo Lizzani (1974)
- Arrivano Joe e Margherito, regia di Giuseppe Colizzi (1974)
- Milano odia: la polizia non può sparare, regia di Umberto Lenzi (1974)
- Fatevi vivi, la polizia non interverrà, regia di Giovanni Fago (1974)
- Donna è bello, regia di Sergio Bazzini (1974)
- Le orme, regia di Luigi Bazzoni (1974)
- Peccati in famiglia, regia di Bruno Gaburro (1975)
- Il trucido e lo sbirro, regia di Umberto Lenzi (1976)
- Le lunghe notti della Gestapo, regia di Fabio De Agostini (1977)
- Il commissario De Vincenzi, episodio Il mistero di Cinecittà, regia di Mario Ferrero (1977)
- Don Luigi Sturzo, regia di Giovanni Fago (1981)